# 泰國捲
泰國捲是一種泰式小吃，原名意為「泰式黃金捲」，顧名思義，這份甜點的外觀為捲成小圓筒狀、金黃色。

## 歷史
此料理可追溯至卻克里王朝拉瑪二世的時代，曾在拉瑪二世的詩中被提及。在其在位時期，泰國與外國互動頻繁，此道甜點即是受到葡萄牙的影響。

## 製作方法
傳統上主要原料有米、雞蛋、黑芝麻、椰奶、砂糖等，將這些成份混合製作成麵糊並倒進平底鍋煎熟，趁熱將之捲起為圓筒狀即成。